# Bir El Hammam
Bir El Hammam (em árabe: بئر الحمام) é uma comuna localizada na província de Sidi Bel Abbès, Argélia. De acordo com o censo de 2008, a população total da cidade era de 2 668 habitantes.